# 6684 Володшевченко
6684 Володшевченко (6684 Volodshevchenko) — астероїд головного поясу, відкритий 19 серпня 1977 року.
Тіссеранів параметр щодо Юпітера — 3,338.
Названо на честь Володимира Микитовича Шевченка (1929-1987) — українського кінорежисера відомого своїм історичним фільмом про Чорнобильську катастрофу «Чорнобиль — Хроніка важких тижнів» (1986).